# Attalos II av Pergamon

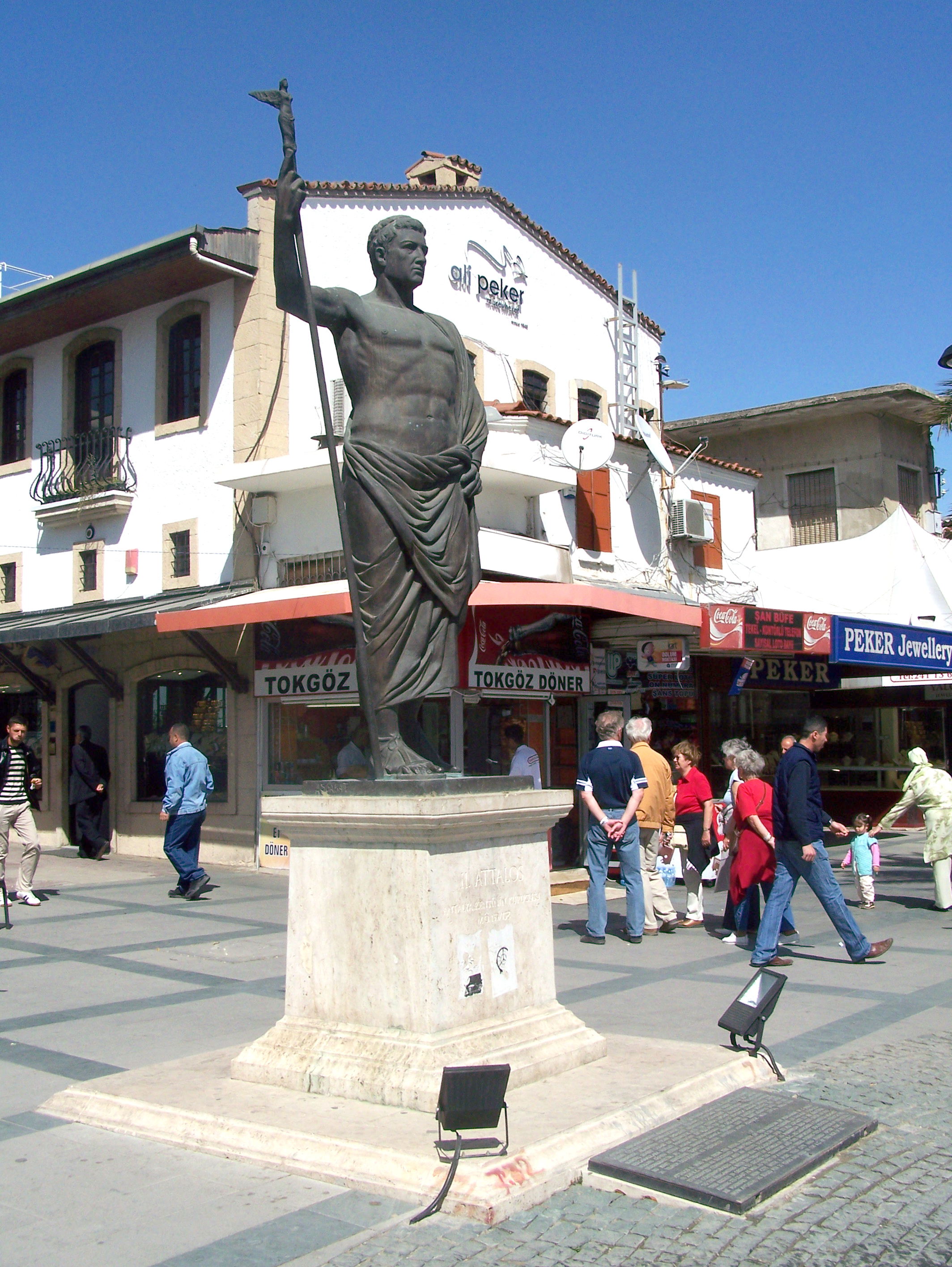
Modern (2003) staty över Attalos II, gjord av Meret Öwazov, placerad i Antalya

Attalos II, Attalos Filadelfos, född 220 f.Kr., död 138 f.Kr., var kung av Pergamon från 159 f.Kr. Han var son till Attalos I av Pergamon och bror till Eumenes II Soter av Pergamon, och far till Attalos III av Pergamon.
Under sin broder Eumenes II:s regering 197–159 f.Kr. anlitades Attalos flitigt i militära och politiska värv. Hans egen regeringstid (159–138 f.Kr.) upptogs huvudsakligen av krig. Han grundade år 150 f.Kr. staden Attaleia (nuvarande Antalya) i Pamfylien.
Efter kung Attalos Filadelfos uppkallades staden Filadelfia i Lydien, vilken senare har givit namn åt den amerikanska staden Philadelphia.